# 急救超人兵團
《急救超人兵團》（住めば都のコスモス荘）是日本作家阿智太郎的輕小說，其插畫和改編漫畫是由漫畫家矢上裕負責，在2003年7月到9月播出電視動畫作品。

## 故事
由鄉下到城市唸書的一般專校學生桜咲鈴雄在找不到打工機會下接受了從自稱浦公英的女孩子由糊裡糊塗股份有限公司(玩具公司)的玩具腰帶試用員，但那其實是真正的戰鬥服變身腰帶，於是在誤打誤撞下，鈴雄成為喲呵超人，加入銀河聯邦警察的下一代戰鬥服試用計畫，再經過一番功夫的綁架、洗腦、戶政資料變更等浦公英化身為桜咲小鈴以鈴雄妹妹的身分一起住進宇宙莊，但整個宇宙莊的房客都不是正常人，有會製造巨大機械獸的瘋狂科學家，手藝粗糙的少女哥雷姆工匠，SM女王造型的魔獸使跟可以變成全動物園任一種動物的奴隸，除了這些A級宇宙罪犯，敵對公司的戰鬥服試用員也在宇宙莊，在被認出真面目就失去資格的情況下，鈴雄要怎樣才能扮演好特攝英雄的任務呢?

## 外部連結
- 動畫官網